# Rio Dois de Setembro
Rio Dois de Setembro är ett vattendrag i Brasilien.   Det ligger i delstaten Espírito Santo, i den sydöstra delen av landet, 800 km öster om huvudstaden Brasília.
Omgivningarna runt Rio Dois de Setembro är huvudsakligen savann. Runt Rio Dois de Setembro är det glesbefolkat, med 10 invånare per kvadratkilometer.